# 毛利宮鶴丸
毛利 宮鶴丸（もうり みやつるまる）は、安土桃山時代の人物。安芸国の戦国大名・毛利元就の四男である穂井田元清の長男。母は来島村上氏当主・村上通康の娘である松渓妙寿。弟に毛利秀元、毛利宮吉丸がいる。

## 生涯
天正元年（1573年）、穂井田元清の嫡男（長男）として生まれる。
天正12年（1584年）、吉川元春と小早川隆景が羽柴氏との国境の検分中に穂井田元清の備中中山城に立ち寄った際に、弟の宮松丸（後の毛利秀元）と共に初めて元春と隆景に対面したが、同年10月15日に中山城において病死した。享年12。
元清の嫡男である宮鶴丸の死去に伴って、弟の宮松丸（後の毛利秀元）が嫡男となった後に、嫡男のいない毛利輝元の養子となった。
宮鶴丸は元清の菩提寺でもある備中国小田郡三谷村の舟木山洞松寺に葬られ、元清は宮鶴丸の追福のために洞松寺の境内に月泉院を建立し、庄田を寄進した。法名は「月泉常圓大禅定門」。
洞松寺には現在も宮鶴丸の墓と伝えられる高さ162cmの花崗岩製で無銘の宝篋印塔が残っており、平成20年（2008年）2月25日に岡山県小田郡矢掛町の重要文化財に指定されている。